# Интерлеукин 12Б
Интерлеукин 12 подјединица бета (исто познат као стимулациони фактор 2 природних убица ћелија, или фактор сазревања 2 цитотоксичних лимфоцита, п40) (људски ген ИЛ12Б) је подјединица људског интерлеукина 12.
Овај ген кодира подјединицу интерлеукина 12, цитокина који дејствује на T и природни убица ћелијама, и има дугачак низ биолошких активности. Интерлеукин 12 је дисулфидно-везан хетеродимер који се састоји од 40 kD подјединице која је слична цитокин рецептору и кодирана овим геном, и 35 kD подјединице кодиране ИЛ12A геном. Овај цитокин је изражен у активираним макрофагама које служе као есенцијални побуђивач развоја Th1 ћелија. За овај цитокин је нађено да је важан за одржавање довољног броја меморијских/ефекторских Тх1 ћелија чиме посредује дугорочну заштиту од интрацелуларних патогена. Пре-изражавање овог гена је примећено у централном нервном систему пацијената са мултиплом склерозом (MS), што сугерира да овај цитокин игра улогу у патогенези болести. Промотор ген полиморфизам овог гена се зна да је асоциран са озбиљношћу астме код деце.

## Интеракције
Интерлеукин-12 подјединица бета је показан да остварује интеракцију са интерлеукином 23.